# Isabelle Halgan
Pour les articles homonymes, voir Halgan.
Isabelle Halgan, également connue sous son pseudonyme de Claudie, née le 10 mai 1846 à Paris et morte le 13 octobre 1920 dans sa ville natale, est une artiste peintre française.

## Biographie
Née le 8 mai 1846 au no 8 de la place de la Madeleine, dans l'ancien 1er arrondissement de Paris, Marie Isabelle Halgan est la fille de Cyprien Constant Halgan, maître des requêtes au Conseil d'État, et de Christine Charlotte Séraphine Halgan, née Rousselle. Son grand-père paternel est l'amiral Halgan, pair de France, et son aïeul maternel est l'historien Hippolyte Joseph Rousselle, vice-recteur de l'académie de Paris. Elle est donc la cousine des hommes politiques Stéphane et Emmanuel Halgan.
Élève de Charles Chaplin mais également influencée par l'art de Henner,, Isabelle Halgan utilisait le pseudonyme « Claudie » pour signer ses tableaux, qu'elle a présentés à de nombreuses expositions et notamment au Salon de Paris entre 1878 et 1905. D'après les livrets du Salon de 1891 et 1892, Claudie aurait eu pour maître non seulement Chaplin mais aussi François Flameng.
Dans son compte-rendu élogieux des deux envois de Claudie au Salon de 1881, le critique d'art Théodore Véron écrit que « Mlle Claudie est un peintre d'histoire de grand avenir ».
La première de ses œuvres exposées au Salon étant le portrait d'Edmée de Mauprat (1837), roman de George Sand, il est possible que le pseudonyme choisi par Isabelle Halgan fasse référence à une autre œuvre de la dame de Nohant, Claudie (1851). Malgré ce pseudonyme, l'identité de « Claudie » n'est pas restée longtemps un mystère, car son patronyme est accolé à son pseudonyme dans le catalogue de la 22e exposition de la Société des amis des arts de Pau en 1886,. Dès 1880, Émile Hérissay indiquait, dans son compte-rendu de l'exposition des beaux-arts d’Évreux devant les autres membres de la Société libre d'agriculture, sciences, arts et belles-lettres de l'Eure, que « Mlle Claudie est la belle-sœur d'un aimable fonctionnaire que tous vous avez connu pendant le trop court séjour qu'il fit à Évreux ». En effet, Isabelle Halgan avait pour beau-frère le haut fonctionnaire Gabriel Ouvré de Saint-Quentin, qui fut secrétaire général du département de l'Eure de 1874 à 1877.
En 1905, l'une de ses toiles, Flore (1903), a été reproduite dans l'ouvrage Women Painters of the World. Curieusement, on y trouve encore la signature « Claudie » alors que le même tableau, exposé la même année au salon de la Société artistique des amateurs et reproduit dans le Figaro-Modes du 15 mars 1905, porte la signature « Isabelle Halgan ». Il est possible que Claudie ait décidé de signer ses toiles de son patronyme à partir de 1905, année au cours de laquelle elle perdit sa mère.
Isabelle Halgan était l'amie intime de Meg de Saint-Marceaux, qui l'a mentionnée sur de nombreuses pages de son journal. En octobre 1905, le fils de Meg, Jacques Baugnies, peignit un portrait de Mlle Halgan. En octobre 1913, les deux amies voyagèrent à Rome, où elles furent reçues par le pape Pie X aux côtés de la famille de Jules de Guerne (mari d'une nièce d'Isabelle Halgan).
Morte le 13 octobre 1920 à son domicile du no 71 de la rue du Faubourg-Saint-Honoré, Isabelle Halgan fut inhumée le 16 octobre au cimetière de Montmartre (3e division) après une cérémonie religieuse célébrée en l'église Saint-Philippe-du-Roule.

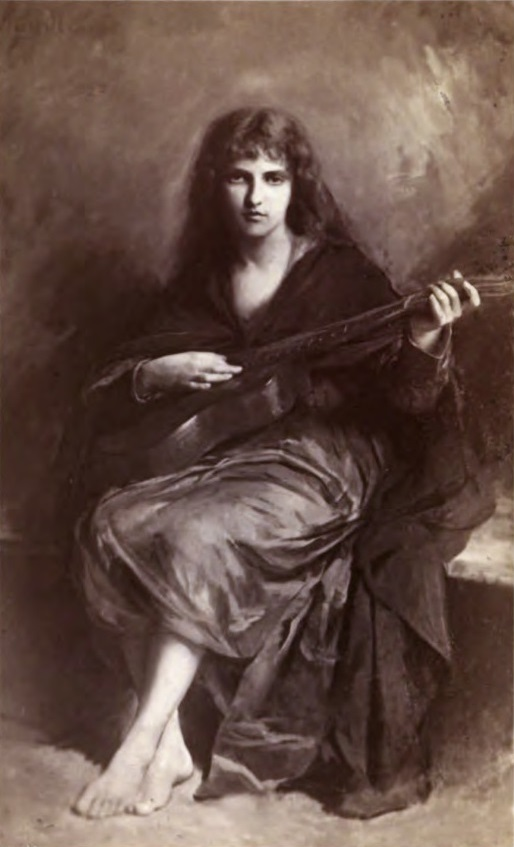
Photogravure par Goupil & Cie de Bohémienne (1879)
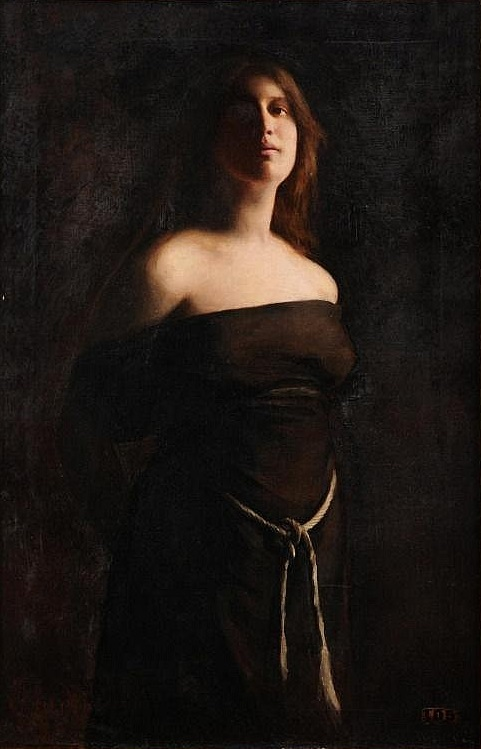
Une Captive (1882)
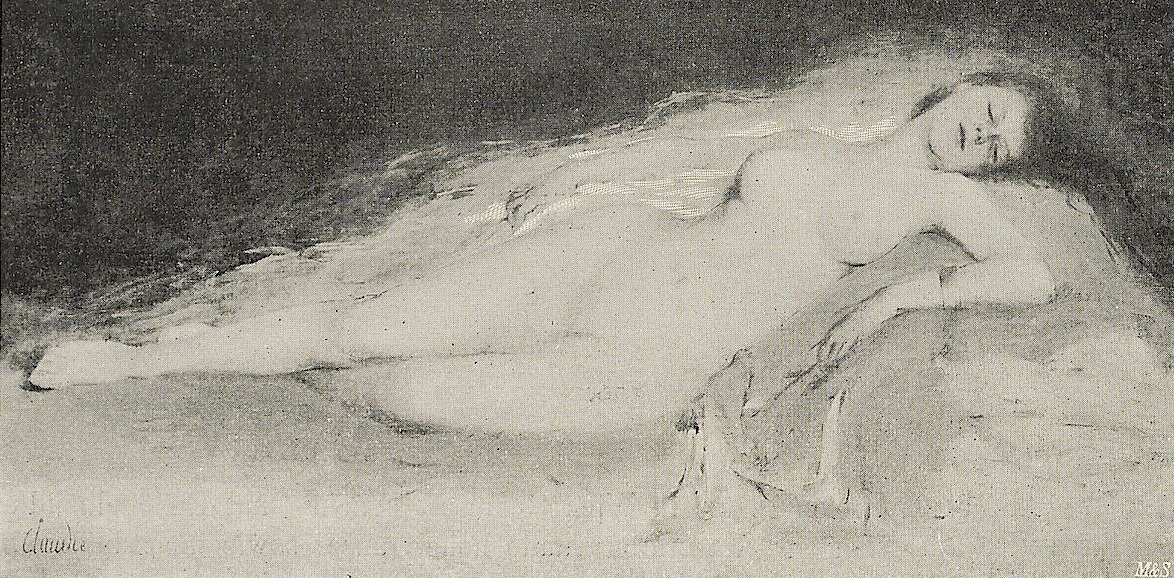
Reproduction en noir et blanc de Jeune femme endormie (avant 1900)
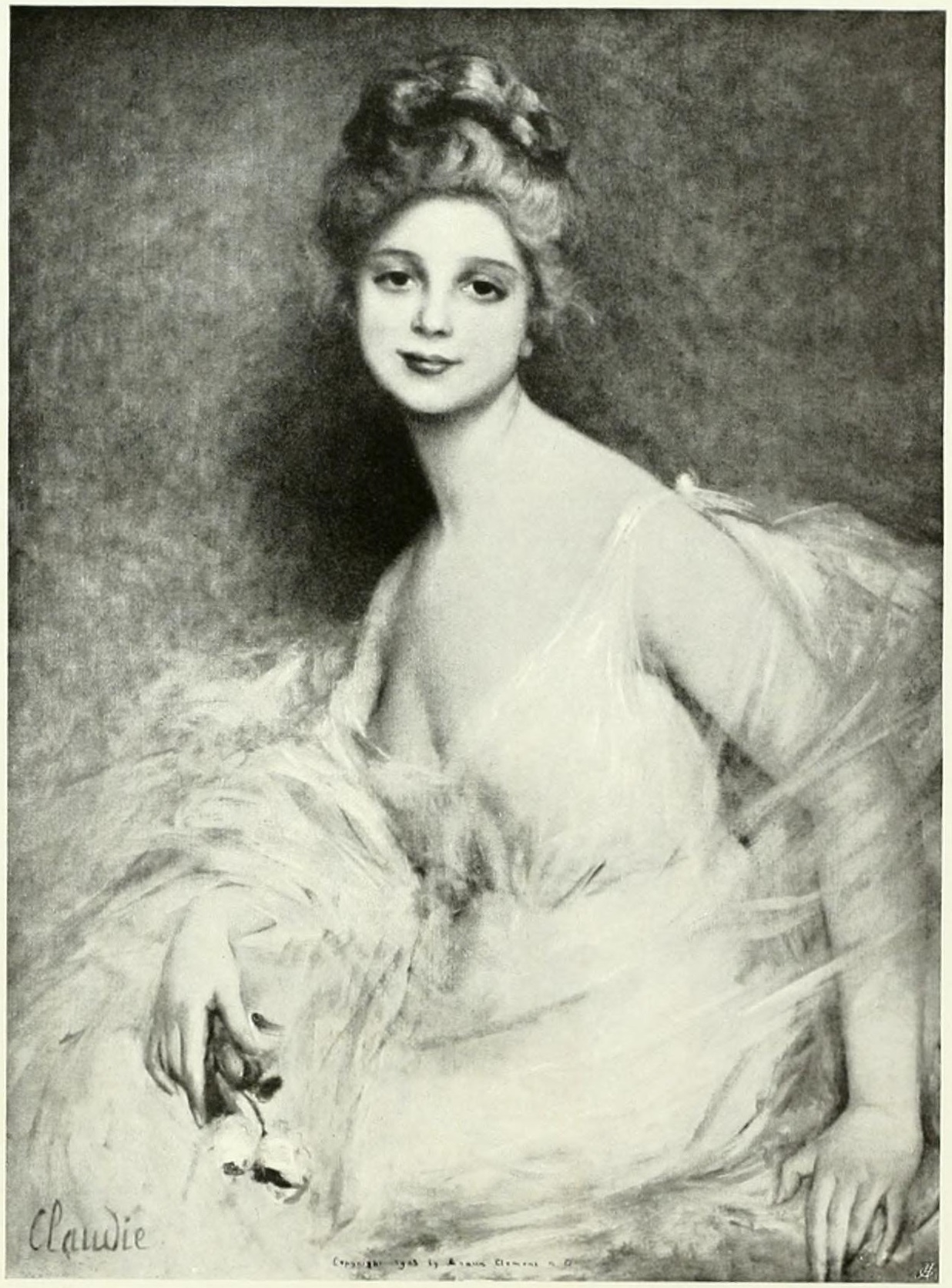
Photographie par Braun, Clément & Cie de Flora ou Flore (1903)
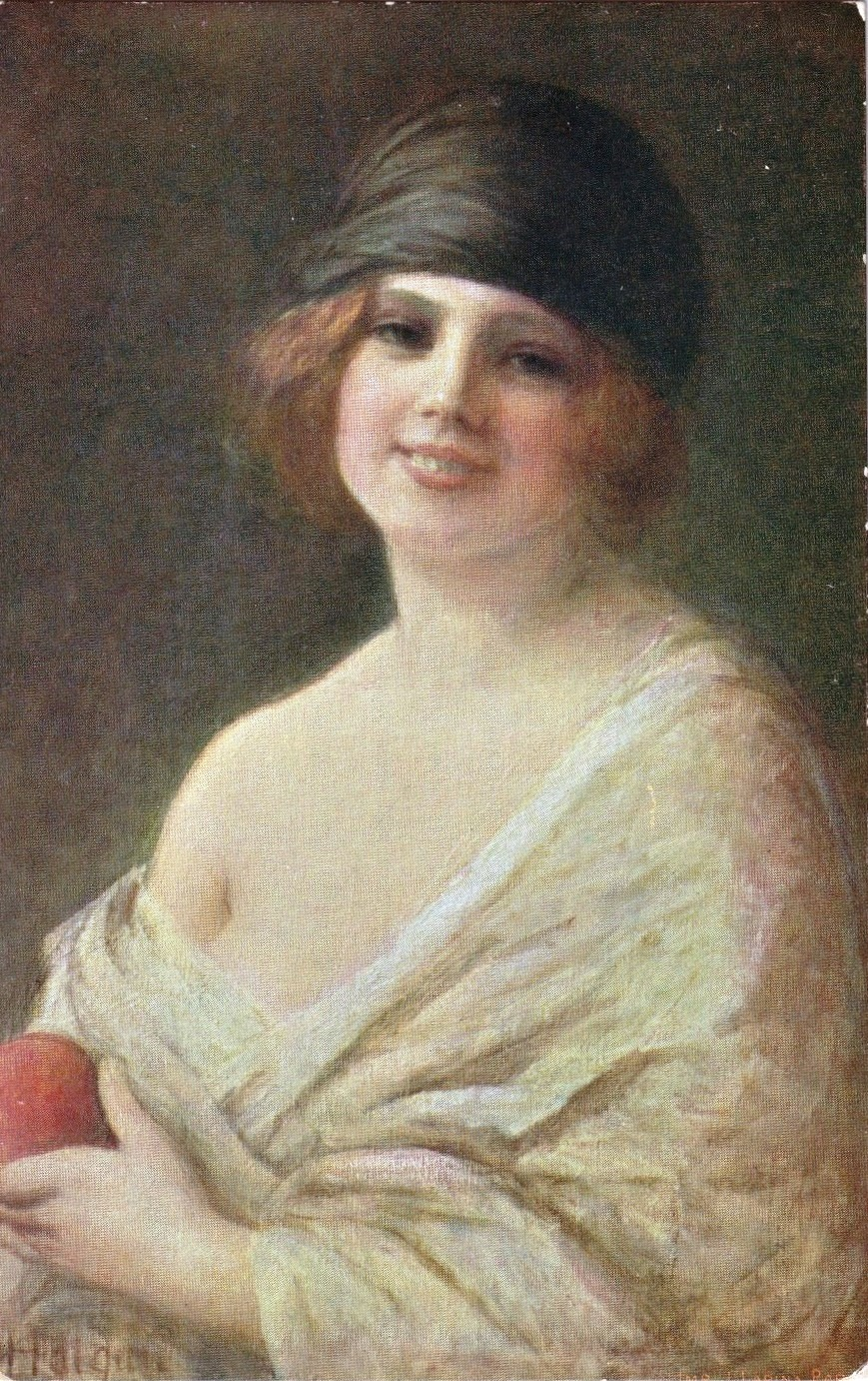
Carte postale reproduisant Femme à l'orange (vers 1915)

## Œuvres documentées

### Œuvres exposées au Salon[12]
- 1878 : Edmée (no 512)
- 1879 : Étude (no 656)
- 1879 : Bohémienne (no 657)
- 1880 : Judith, 100 x 75 cm (no 791)
- 1881 : Hérodiade (no 478)
- 1881 : Une Vestale qui s'ennuie (no 479)
- 1882 : Une Captive (no 591)
- 1883 : Marthe (no 541)
- 1883 : Madeleine (no 542)
- 1884 : Portrait de ma grand-mère (no 546)
- 1885 : Étude (no 574)
- 1885 : Portrait de M. H. R. (no 575)
- 1886 : Printemps (no 531)
- 1886 : Le Neveu de Rameau (no 532)
- 1887 : Une Bergère Louis XV (no 551)
- 1887 : Clorinde (no 552)
- 1889 : Portrait de Mlle K. B. [Kolb-Bernard ?] (no 591)
- 1889 : « Little May » (no 592)
- 1891 : Portrait de Mlle H. (no 367)
- 1891 : Jeunesse (no 368)
- 1892 : Portrait de Mlle de B. (no 418)
- 1894 : Étude (no 447)
- 1896 : Étude (no 471)
- 1896 : Femme Renaissance (no 472)
- 1897 : Portrait de Mlle de V. (no 393)
- 1899 : Une Vierge (no 464)
- 1900 : « Rose » (no 305)
- 1901 : Bella Julia (no 482)
- 1903 : Flore (no 411)
- 1904 : Étude (no 433)
- 1905 : Étude (no 455)

### Autres
- 1879 : Étude (tableau du Salon de 1879 ?), présenté à l'exposition de la Société des amis des arts de Saint-Quentin et de l'Aisne[13]
- 1880 : La Magdeleine, présenté et récompensé à l'exposition des beaux-arts d’Évreux (no 70)[1]
- 1883 : Hérodiade (tableau du Salon de 1881 ?), exposé à Nice[14]
- 1886 : Jeune fille lisant, exposé au salon de la Société des amis des arts de Pau (no 220)[4]
- 1886 : Tête de Japonaise, exposé au salon de la Société des amis des arts de Pau (no 221)[4]
- 1887 : Tête d'enfant, exposé au salon de la Société des amis des arts de Pau (no 215)[2]
- 1901 : Jeune femme endormie, exposé à la Grande exposition d'art de Berlin (no 208)[15], passé en vente quelques mois plus tôt dans la même ville[16]
- 1905 : Flore (tableau du Salon de 1903 ?) ou Femme en rose, exposé au salon de la Société artistique des amateurs[7]
- 1914 : Jeune fille, exposé au salon de la Société artistique des amateurs[17]